# 朝农经验
朝农经验，全稱“朝阳农学院经验”，是文化大革命時期宣傳的朝阳农学院的教育经验。朝农经验在1973年开始被宣传时意为“社来社去”（即从农村招收学员，毕业后仍回公社当农民）、以科研促教学、“几上几下”（“上”即在校学习，“下”即回生产队劳动），后来则发展到“十个对着干”。1976年后被中华人民共和国官方否定。

## 历史

### 建校
1969年9月，沈阳农学院革命委员会主任王吉道调任朝阳地区主要领导。1970年1月，辽宁省革命委员会决定，沈阳农学院将其水利专业迁至朝阳。:3865月，与朝阳水利学校、农业学校、农业机械化学校、朝阳地区农业科研所等单位合并建校，称朝阳“五七”农业科技大学。:3871973年5月，沈阳农学院改称辽宁农学院，朝阳“五七”农业科技大学改称辽宁农学院朝阳分院，1975年6月15日正式改称朝阳农学院。:388
农学院搬到农村后，根据毛泽东《给江西共产主义劳动大学的一封信》精神，用各种手段普及农业教育：举办业余大学、短期训练班，分段教学班，巡回教学班，一年级的水利班等，并在朝阳地区的6个县设立了7个科教基点。为解决招生问题，实行“社来社去”（即从农村招收学员，毕业后仍回公社当农民）。1970年底和1971年初，先后举办两种学习班：一种是长期试点班，学制一年零八个月；一种是分段教学班，学制一年。总结办学经验后，学校决定在专业长期班中实行“几上几下”（“上”即在校学习，“下”即回生产队劳动）。

### 推广
1971年4月，辽宁省革委会农业局调查并认可了朝阳“五七”农业科技大学建校一年来的办学工作。1972年4月12日，朝阳“五七”农业科技大学党委书记徐明在沈阳农学院学习班大会上发言，从此朝农经验形成。:390-3911973年11月28日，《光明日报》发表文章《一所深受贫下中农欢迎的大学》，是关于辽宁农学院朝阳分院的调查报告，成为宣传朝农经验的开始。此后一些报刊也相继报道了朝农经验，但未产生大的影响。1974年12月2日，《人民日报》头版头条发表文章《农大毕业当农民好——辽宁农学院实行“社来社去”的调查》并配编者按。12月3日，《光明日报》发表调查报告并配编者按。12月21日至28日，按照张春桥、迟群等人意图，国务院科教组、农林部、中共辽宁省委联合召开“学习朝阳农学院教育革命经验现场会”，迟群、毛远新出席会议并讲话，与会人数近400人。:3911975年4月27日，国务院批转教育部《关于推广辽宁朝阳农学院经验和有关政策问题的请示报告》。1974年12月至1976年10月，全国前来朝阳农学院参观学习的团队有2000多个，10万多人次。朝阳地区共办朝农式学校160多个，学员18312人。:392
1976年1月28日，中共朝阳地委书记王吉道主持召开学习朝农经验广播大会，朝阳农学院党委书记徐明作报告《十个对着干》，全面系统总结朝农经验，并播放到全国。:3931976年2月14日，《人民日报》发表朝阳农学院党委文章《在批判旧世界中建设新世界——我们是在哪些重大问题上坚决同17年的修正主义教育路线对着干的？》。1976年3月，农林部科教局将报刊发表的宣传朝农经验的文章汇编成《朝阳农学院在斗争中前进》，首印六万册。
据黄利群称，到文化大革命结束前，为宣传朝农经验，共发表文章650多篇，电影9部。据中共辽宁省委党史研究室编《中国共产党执政实践在辽宁》，从1974年到1976年10月的一年零十个月间，为宣传朝农经验，全国发稿250多篇，拍成电影8部，电视片2部。:186

### 结束
1976年10月怀仁堂政变、四人帮被抓后，各地到朝阳农学院参观学习人员被召回。1977年8月中共十一大后，全国开始深入揭批四人帮罪行。朝阳地委书记王吉道，朝阳农学院革委会主任、党委书记徐明等人被撤职。朝阳地区成立工作组调查朝农经验问题。1977年8月，辽宁省革委会决定撤销朝阳农学院。辽宁省水利学校、朝阳地区农业科学研究所、朝阳地区农业机械化学校被恢复。1978年5月31日，辽宁省革委会将原沈阳农学院农田水利系的人员迁回沈阳。朝农经验由此退出历史舞台。:190
1977年10月17日，《辽宁日报》刊登调查报告《真相大白，铁证如山》，揭发批判四人帮、毛远新、迟群用朝阳农学院破坏教育事业的罪行。其后，《人民日报》等报刊相继揭发批判朝农经验。《人民日报》发表了《一个篡党夺权的反革命经验——揭批“四人帮”一伙炮制的所谓“朝农经验”》（1978年2月21日）、《是培养新农民，还是训练反革命打手——从木头城子公社的“配套夺权”看“朝农经验”的反动性》（1978年2月25日）等文章批判朝农经验。

## 内容
《一所深受贫下中农欢迎的大学》总结的朝农经验是：一、学生实行“社来社去”，即：学生由社队选送，毕业后回原社队当农民。二、教学从农业需要出发，以科研促教学，根据当地农业生产发展需要解决的问题建立若干课题组，围绕科研课题组织教学。三、办学方式实行“几上几下”，即每年分段组织学生回队参加农业学大寨和在校学习。
《在批判旧世界中建设新世界》总结的朝农经验是：
| 一、旧农大是资产阶级知识分子统治，新农大就必须加强工人阶级的领导 二、旧农大集中办在城市里，新农大分散办在农村 三、旧农大大搞“学而优则仕”，新农大实行“社来社去”，培养有社会主义觉悟的有文化的新农民 四、旧农大大搞“智育第一”，新农大首先办成无产阶级政治大学 五、旧农大极力标榜“正规化”，新农大坚持半工半读、勤工俭学 六、旧农大搞“三中心”、“老三段”，新农大建立以科研、生产带动教学的“三结合”新体制 七、旧农大高楼深院、与世隔绝，新农大坚持同三大革命运动息息相通 八、旧农大是少数人享受教育特权的“小宝塔”；新农大越办越大、越办越向下，使广大群众都有机会受教育 九、旧农大只让学生受奴化，新农大充分发挥工农兵学员“上、管、改”的作用 十、旧农大教师脱离工农，新农大坚持教师同工农相结合，努力建立一支无产阶级的教师队伍 |

## 否定
周全华认为：“朝阳农学院自1971年始办，到1974年底也才4年办学历史，并无多少成功的办学经验”，自1974年“学习朝阳农学院教育革命经验现场会”后便产出许多经验，这些经验的特点是集极左做法之大成。:223
焦润明等著《当代中国社会文化变迁录 1949-1999》认为：
| “朝农经验”对中国的教育事业造成的灾害是严重的。办学方向方面，强调把学校办成政治大学，要政治挂帅，“为了把学生真正培养成为有社会主义觉悟的有文化的劳动者，朝阳农学院党委把转变学生思想放在学校工作的首位，把阶级斗争作为主课。最近毕业的这批学生，在校期间就认真学习马列著作和毛主席著作，积极参加批林整风和批林批孔运动，在阶级斗争和路线斗争中经受锻炼”；反对学校有专业分工，反对培养专家人才，认为培养的这些人都是高高在上的精神贵族；在招生分配制度方面，“四人帮”把“社来社去”当做是对资产阶级的勇敢挑战，把它作为普遍适用于各类院校的办法而绝对地、强令地推行；在教学内容方面，所谓的“三结合”的新体制，就是学生一入学，同教师一起分成不同的课题组，把果树、地块的管理任务分到各组包干，这其实是把教学、科研、生产结合到一棵树上．结合到一块地上、老师在树下讲怎样的枝就叫教，学生听就是学，剪枝就是生产劳动，不懂的地方相互研究就是科研，更有甚者，“‘只懂一锄头三铁塔’，……那可是社会主义农业大学的基本功，是一门重要的学问，这些年轻的闯将已经用一锄头铲除了过去旧大学‘温室里育种，黑板上种田’的劣习。”显然，这实际上是取消了教学和科研——所谓的”几上几下”的教学方法，实际上是要学生用大部分时间下队劳动，而在校内的学习又被大量的劳动所代替。“朝农经验”中所谓的新教学方法和教学体制，实际上是以实践为借口，反对课堂教学，反对科学实验，而把实践简单地理解为就是拿锄头、剪刀干活。:448 |

## 评论
- 金春明等著《“文革”时期怪事怪语》认为：北京农业大学经周恩来批准从陕西迁回后，毛远新说“就是要拿朝农这块石头抛出去打他们”。“这就充分说明，所谓朝农经验不过是‘四人帮’打人的一块石头。”[14]朝阳市史志办公室著《中国共产党朝阳历史 第二卷（1949-1978）》认为：“‘四人帮’及其在辽宁的代理人，为了达到其不可告人的政治目的，炮制了所谓‘朝农经验’，并在全国大肆渲染，造成了十分恶劣的影响。朝农经验不折不扣地成为‘四人帮’及其代理人篡党夺权的工具。”[2]:385焦润明等著《当代中国社会文化变迁录 1949-1999》认为：朝农经验“是‘四人帮’反革命集团为了打倒周恩来等老一辈无产阶级革命家，篡夺党和国家的最高权力所采取的一系列行动之一、是中国教育的灾难。”[13]:449
- 周全华认为：“到1974年底，经过反潮流、反‘复辟回潮’、批林批孔几大回合斗争，极左势力已明确了利用教育问题作政治进攻的战略，作打击的方向、目标、部位，遂决定推出‘朝阳农学院经验’作政治炮弹打人。”[12]:221
- 朝阳市史志办公室著《中国共产党朝阳历史 第二卷（1949-1978）》：“在无产阶级‘文化大革命’的社会环境里，党内政治生活极不正常，朝阳农学院贯彻极左路线有其必然性。”[2]:393“‘朝农经验’的推出，使本来被‘文化大革命’破坏的教育事业遭到更加严重的摧残。”[2]:396“‘朝农经验’是错误的，但要把‘朝农经验’与朝阳农学院、朝农的绝大多数师生区别开来。”[2]:397
- 李均：“客观地分析，‘朝农经验’也并非完全是错误的，‘社来社去’、‘半工半读’、‘以科研、生产带动教学’等做法对于高等教育通向农村和培养应用性人才都有一定意义，但这些并不是‘朝农经验’的主要部分，而是为‘朝农经验’的主要‘经验’服务。朝农的主要‘经验’是阶级斗争的经验，是‘和十七年修正主义教育路线对着干’的经验，是‘把学校变成无产阶级专政的工具’的经验。”[10]

## 原始文献
- 辽宁省教育局编，《社会主义新型大学——辽宁朝阳农学院教育革命经验汇编》，辽宁人民出版社，1975年。
- 《又一朵教育革命的新花——记辽宁朝阳农学院》，人民教育出版社，1975年。
- 《农大毕业当农民好》，江苏人民出版社，1975年。
- 《认真学习朝阳农学院教育革命的经验》，河南人民出版社，1975年。
- 《医学教育要改革——医学院校学习朝阳农学院经验专辑》，人民卫生出版社，1975年。
- 《一个具有战略性的经验——朝阳农学院教育革命取得丰硕成果》，北京人民出版社，1975年。
- 《一个具有战略性的经验——记辽宁朝阳农学院》，云南人民出版社，1975年。
- 《学校应当成为无产阶级专政的工具——朝阳农学院教育革命经验汇编》，浙江人民出版社，1975年。
- 《学习朝阳农学院的新鲜经验》，人民出版社，1975年。
- 《朝阳农学院在斗争中前进》，农业出版社，1976年。（ 维基文库中的相關文獻：朝阳农学院在斗争中前进）
- 《高歌猛进——介绍朝阳农学院教育革命经验》，农业出版社，1976年。

- 维基文库中的相關文獻：一所深受贫下中农欢迎的大学
- 维基文库中的相關文獻：农大毕业当农民好——辽宁农学院实行“社来社去”的调查
- 维基文库中的相關文獻：农民办大学 农民上大学——记辽宁省朝阳地区推广朝农经验
- 维基文库中的相關文獻：毛远新同志在学习辽宁朝阳农学院教育革命经验现场会上的讲话
- 维基文库中的相關文獻：在批判旧世界中建设新世界——我们是在哪些重大问题上坚决同17年的修正主义教育路线对着干的？

- 维基文库中的相關文獻：真相大白，铁证如山
- 维基文库中的相關文獻：一个篡党夺权的反革命经验——揭批“四人帮”一伙炮制的所谓“朝农经验”
- 维基文库中的相關文獻：一块用来向党猖狂进攻的石头——揭批“四人帮”炮制的所谓“朝农经验”